# Томпсон, Миллер (футболист)
Ми́ллер То́мпсон (англ. Miller Thomson; род. 20 июля 2004, Керколди, Файф) — шотландский футболист, защитник клуба «Данди Юнайтед».

## Клубная карьера
Томпсон — воспитанник клубов «Ист Файф» и «Данди Юнайтед». 14 марта 2022 года в поединке Кубка Шотландии против «Селтика» Миллер дебютировал за основной состав последних. 19 марта в матче против «Сент-Миррена» он дебютировал в шотландской Премьер-лиге. Летом 2023 года Томпсон на правах аренды перешёл в «Монтроз». В матче против «Коув Рейнджерс» он дебютировал в Первой лиге Шотландии. 16 сентября в поединке против «Эдинбург Сити» Миллер сделал «дубль», забив свои первые голы за «Монтроз».
В начале 2025 года Томпсон на правах аренд перешёл в «Фалкирк». 15 февраля в матче против «Эр Юнайтед» он дебютировал в шотландском Чемпионшипе. По окончании аренды игрок вернулся в «Данди Юнайтед».